# Parupeneus macronemus
Parupeneus macronemus (Lacépède, 1801) è un pesce di mare appartenente alla famiglia Mullidae.

## Distribuzione
Proviene dall'Indo-Pacifico e dal Mar Rosso, in particolare da Filippine, Indonesia, Sudafrica e golfo Persico; nuota fino a 40 m di profondità.

## Descrizione
Raggiunge occasionalmente i 40 cm, ma la lunghezza media è intorno ai 20. Presenta un corpo allungato, dalla colorazione assai variabile; alcuni esemplari sono rossi e bianchi, altri tendono al violaceo, però si trovano talvolta anche esemplari quasi grigi. È sempre presente una striscia nera orizzontale sui fianchi e una macchia sul peduncolo caudale.
Somiglia a Parupeneus barberinus.

## Biologia

### Comportamento
Anche se talvolta forma piccoli gruppi, è solitamente solitario.

### Parassiti
Può presentare un copepode parassita, Irodes upenei.

### Alimentazione
Si nutre di piccoli invertebrati marini.